# Berndt Lindholm

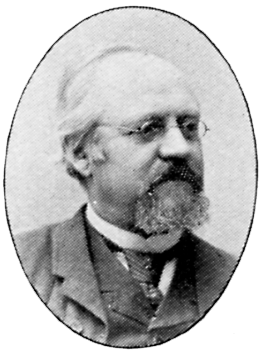
Berndt Lindholm

Berndt Adolf Lindholm (* 20. August 1841 in Loviisa; † 15. Mai 1914 in Göteborg) war ein schwedenfinnlandschwedischer Landschaftsmaler.

## Leben
Lindholm war der Sohn des Juristen und Magistratssekretärs Berndt Otto Lindholm (1802–1861) und seiner Ehefrau Elisabet (Betty), geborene Edberg (1816–1888). Bereits in seiner Schulzeit erhielt er erste künstlerische Unterweisungen durch den Landschaftsmaler Johan Knutson (1816–1899) am Gymnasium in Borgå (finnisch Porvoo). Beeindruckt von den Landschaftsbildern Werner Holmbergs, die er erstmals 1859 in der Ausstellung des Finnischen Kunstvereins in Åbo (Turku) sah, wurde er in den 1860er Jahren Schüler von Robert Wilhelm Ekman an der Zeichenschule des Finnischen Kunstvereins in Åbo. Mit einem Stipendium des Kunstvereins hielt er sich von 1863 bis 1864/65 ohne festen Lehrer in Düsseldorf auf, wo er Freundschaft mit dem freischaffenden Landschaftsmaler Philipp Röth schloss, der ihn vorübergehend nach Bayern mitnahm und dort in der Malerei unterwies. 1865/66 arbeitete er im Atelier von Hans Fredrik Gude in Karlsruhe; 1867 bis 1870 und 1873 bis 1875 setzte er seine Ausbildung in Paris fort, hier unter anderem im Atelier von Léon Bonnat. 1876 ließ sich Lindholm im schwedischen Göteborg nieder und übernahm 1878 bis 1905 die Funktion eines Intendanten (Kustos) der Kunstabteilung des Museums und 1879 bis 1886 die Leitung der Zeichen- und Malschule.
Lindholm beschäftigte sich zunächst mit Figur und Bildnis, Stadt- und Waldansichten. In seinem Hauptwerk schuf er überwiegend Landschaftsgemälde, mit denen er künstlerisch am Werk Werner Holmbergs anknüpfte, Anregungen der Düsseldorfer Malerschule, insbesondere von Andreas Achenbach und Hans Fredrik Gude, verarbeitete, in Paris aber auch Einflüsse der realistischen Freilichtmalerei der Schule von Barbizon aufnahm. Er war beeindruckt von Arbeiten Charles-François Daubignys, die er auf der Weltausstellung 1867 in Paris sah, bewunderte aber auch Gemälde von Jean-Baptiste Camille Corot. Nach seinem Umzug nach Göteborg wählte er Motive aus Westschweden und von der schwedischen, der holländischen und der englischen Küste, in den 1890er Jahren auch aus den schwedischen und norwegischen Gebirgsregionen.

## Familie
Am 26. Juni 1872 heiratete Lindholm Carolina oder Karolina Bohle (18. Oktober 1846 – 29. September 1909) aus Schweden, eine Tochter des
Unterleutnants Carl Fredric Bohle und dessen Frau Inga Helena Larsson.
- Ragnar Lindholm (* um 1873); Albert Edelfelt malte 1875 sein Bildnis des Jungen im Alter von zwei Jahren.[2]
- Sigrid Helena Lindholm (1876–1946) wurde Malerin.[3]

## Ausstellungsbeteiligungen, Mitgliedschaften und Auszeichnungen

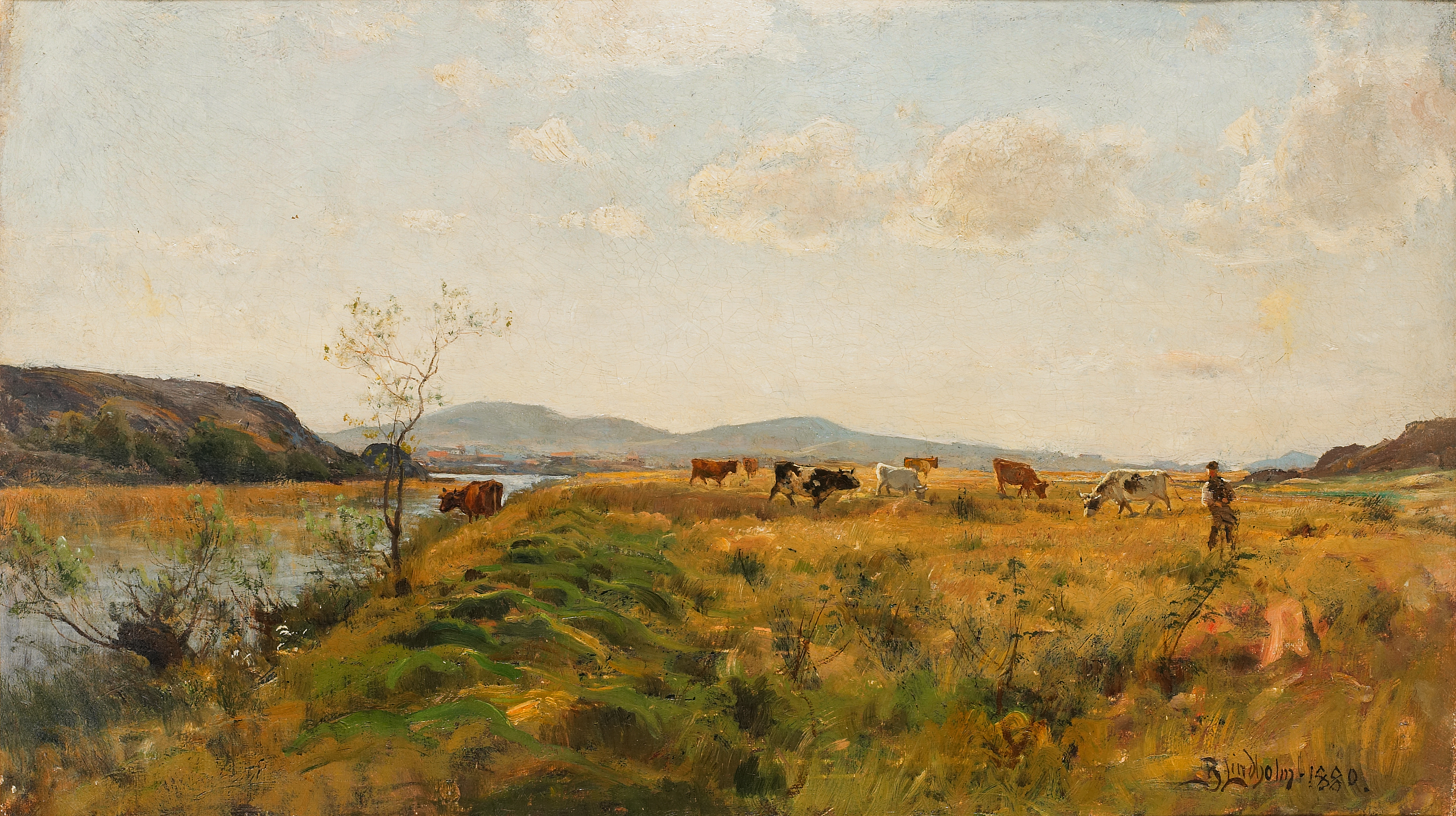
Kor på bete (Kühe auf der Weide), 1880

- 1866, 1868, 1870, 1885 und 1887: Stockholm, Königliche Kunstakademie
- 1873: Mitgliedschaft der Kaiserlichen Kunstakademie zu St. Petersburg
- 1874: Pariser Salon; Medaille für Finnisches Waldstück; Ankauf von privat
- 1876: Philadelphia, Kunstausstellung der Weltausstellung: Medaille
- 1877: Finnischer Staatspreis für Landschaftsmalerei
- 1881: außerordentliches (ausländisches), ab 1905 ordentliches (einheimisches) Mitglied  der Kunstakademie zu Stockholm
- 1891: Göteborg, Kunstverein (Göteborgsutställningen/Industriutställningen 1891)
- 1894: Malmö, Südschwedische Kunstvereinigung (Konstföreningens för södra Sverige utställningen)
- 1903: Helsingborg (Helsinki), Ausstellung Schwedische Kunst
- 1904: Malmö, Schwedischer Künstlerverband (Malmö, Svensk konstnerernas förenings  utställning)
- 1906: Norrköping, Kunst- und Industrieausstellung (Konst- och industriutställningen i Norrköping 1906)
- 1907: Lund, Industrie-, Kunst- und Kunstgewerbeausstellung (Industri-, konst- och slöjdutställning)
- 1909: Mitglied der schwedischen Künstlervereinigung
- 1911: Göteborg, Retrospektivausstellung (Göteborgs konstförenings retrospektiva utställning)

posthum:
- 1915: Stockholm, Künstlerhaus: Gedächtnisausstellung
- 1943: Stockholm, Stenmans Kunstsalong: Gedächtnisausstellung
- 1944: Stockholm, Liljevalchs konsthall: Friluftsmåleriets genombrott i svensk konst 1860–1885 (Durchbruch der Freiluftmalerei in der schwedischen Kunst)

## Bildnis
- Natanael Beskow (1865–1953): Berndt Lindholm målar I Arild (B. L. malt in Arild), Ölskizze, bezeichnet: N. Beskow 91: Kalmar, Kunstmuseum; Abb.: Svenskt konstnärslexikon, Band III, Allhems Förlag, 1957.
- Anna Nordgren: Porträtt av Berndt Lindholm, 1886: Helsinki, Ateneum.
- Fotografie, u. a.: Svenskt Porträttgalleri XX (1901); Svenskt konstnärslexikon, Band III. (1957); Kuvataiteilijat (1972).

## Werke (Auswahl)
Arbeiten Lindholms befinden sich im Ateneum, in der Cygnaeuksen-Galerie und in der Villa Gyllenberg in Helsinki, in den Kunstsammlungen von Hämeenlinna, Immatra, Joensuu, Tampere, Tornio und Turku (Finnland), Stockholm und Göteborg (Schweden) sowie in Liverpool (Großbritannien).
- Landskapstudie (Landschaftsstudie), 23 × 29 cm, 1864; bezeichnet: B.S -64: Stockholm, Nationalmuseum
- Austernsammler, 24,5 × 50 cm, 1864 (Kunsthandel)
- Båthuset, Lovisa (Bootshaus, Lovisa), 1865
- Strand mit Fischern, 49 × 81,5 cm, 1865: Karlsruhe 1865: Ateneum Helsinki; Kat. 1912, Nr. 316. - Kalastajasatama (Fischerhafen); Abb.: Wennervirte (1934), Nr. 41
- Landschaft aus dem östlichen Finnland mit reitenden Kosaken, 76 × 121 cm, Karlsruhe 1866: Ateneum Helsinki; Kat. 1912, Nr. 317; ausgestellt: Düsseldorf 1976, Kat.Nr. 149
- På hemweg (Auf dem Heimweg), 1867
- Hügelland, Ölstudie auf Papier, 34 × 52 cm; bezeichnet: BL. juli-68: Stockholm, Nationalmuseum
- Landschaftsstudie von Hisingen, Öl auf Papier; bezeichnet: Hisingen -68: Stockholm, Nationalmuseum
- Aussicht in Jaakima, 48 × 67 cm, Düsseldorf 1868: Ateneum Helsinki; Kat. 1912, Nr. 318
- Kiefernheide in Nyland, 43 × 69,5 cm: Ateneum Helsinki; Kat. 1912, Nr. 319
- Utsikt mot boulevard Clichy, rue Fontaine, Paris (Blick über den Boulevard de Clichy, rue Fontaine, Paris), um 1870
- Båtar på Seine (Boote auf der Seine)
- Solig bygata (Sonnige Dorfstraße), Ölstudie auf Papier, 22 × 17 cm: Stockholm, Nationalmuseum
- Der Wallinkoski, 127 × 216 cm, 1872: Ateneum Helsinki; Kat. 1912, Nr. 699; Abb.: Onni Okkonen (1943)
- Heuernte, 36 × 54 cm, 1872: Stockholm, Nationalmuseum
- Ernte, 33 × 43 cm: Stockholm, Nationalmuseum
- Waldstück aus Finnland; ausgestellt: Pariser Salon 1874; Medaille; Ankauf von privat und Stiftung an das Kunstmuseum in Liverpool.
- Küstenstrich in den Schären von Bohuslän, Schweden, 43 × 75,5 cm, 1875: Ateneum Helsinki; Kat. 1912, Nr. 320
- Paris, Montmartre, 1875; Abb.: Wennervirta (1934), Nr. 43: Sammlung Sternman
- Landschaft aus Hisingö bei Göteborg, 82,5 × 148 cm, 1876: Ateneum Helsinki; Kat. 1912, Nr. 321
- Från Hisingsvassen, Ölskizze 15 × 22 cm, 1876: Göteborg, Kunstmuseum (Kat. 1979, Nr. 1060; Geschenk 1938 von S. Lindholm)
- Novemberafton vid Hisingsvassen, 81 × 146 cm, 1876: Göteborg, Kunstmuseum (Kat. 1979, Nr. 136)
- Nächtliche Ansicht von Göteborg von der See her; Mondschein, 25 × 41 cm, 1877 (Kunsthandel)
- Hafen mit Segelbooten an der Westküste, 33 × 47 cm: Stockholm, Nationalmuseum
- Kustvy med segelfartyg i horisonten (Küstenlandschaft mit Segelbooten am Horizont), 30,5 × 72 cm, 1877; Abb.: wikimedia commons (Stockholms Auktionsverk)
- Landskap, 1878: Göteborg, Kunstakademie
- Haferernte, 82 × 147 cm, 1878: Ateneum Helsinki; Kat. 1912, Nr. 324
- Landschaft bei Helsö, 40 × 60 cm, 1880 (Kunsthandel)
- Eis brechen an der Küste, 49 × 80 cm, 1881
- Strandlandschaft, 67 × 118 cm, 1882: Ateneum Helsinki; Kat. 1912, Nr. 700
- På Thames (An der Thames, England), 1884
- Waldpfad, 128 × 96 cm, 1883
- Landschaft bei Baldersnäs, Dalsland, Schweden, 115 × 190 cm, 1885: Ateneum Helsinki; Kat. 1912, Nr. 322
- Skogsparti, Baldersnäs, Dalsland (Waldansicht bei Baldersnäs), 113 × 180 cm, 1885: Göteborg, Kunstmuseum (Kat. 1979, Nr. 1200; Vermächtnis M. Lundgren 1943)
- Waldinneres, 115 × 150 cm, 1886: Ateneum Helsinki; Kat. 1912, Nr. 323; Abb. Tikkanen (1925)
- Skogsinteriör (Waldinneres, Studie), 25,5 × 35,5 cm, bezeichnet: BL: Göteborg, Kunstmuseum (Kat. 1979, Nr. 1336; erworben 1947)
- Landskap; motiv från västkusten, 39 × 59 cm, 1877: Stockholm, Nationalmuseum
- Motiv från Blockhusudden
- Strandparti från västkusten, 40 × 65 cm, 1887: Göteborg, Kunstakademie (Katalog 1979, Nr. 242); Vermächtnis J. W. Wilson
- Kustlandskap (Küstenlandschaft), 1880
- Lehmät laitumella (Kühe auf der Weide), 32 × 53 cm, 1880; Abb.: bukowskis.com
- Skogsparti från Särö, 67 × 90 cm, 1882: Göteborg, Kunstakademie (Katalog 1979, Nr. 243); Vermächtnis J. W. Wilson
- Höstlandskap från Hisingen (Herbstlandschaft bei Hisingen), 86 × 150 cm, 1884, bezeichnet: BLindholm - 1884: Göteborg, Kunstmuseum (Katalog 1979, Nr. F94; Vermächtnis P. und G. Fürstenberg, 1902, erworben 1894)
- Talvi (Winter), 1887; Abb.: Wennervirta (1934), Nr. 40
- Strand bei Torekov, Skåne, 71 × 48 cm, 1890: Stockholm, Nationalmuseum
- Blick über den Kattegatt, 1890: Stockholm, Nationalmuseum
- Sommerlicher Blick im Itä-Uusimaa Archipel (Ost-Nyland), 73 × 96 cm, 1891; Abb.: bukowskis.com
- På fjället i sol (Sonnenschein im Gebirge), 1892
- Brottsjöar (Wellenbrecher), 97 × 183,5 cm, 1893: Göteborg, Kunstmuseum (Katalog 1979, Nr. 274; erworben 1894)
- Der Kattegatt bei Sturmwetter, 95 × 128 cm, 1894: Ateneum Helsinki; Kat. 1912, Nr. 325; Abb.: Tikkanen (1925)
- Vor dem Hühnerhaus, 63 × 50 cm, 1895 (Kunsthandel)
- Hütte, 36 × 54 cm, 1896 (Kunsthandel)
- Norwegische Landschaft, 118 × 194 cm, 1897: Ateneum Helsinki; Kat. 1912, Nr. 852
- Dünen, 1890: Stockholm, Nationalmuseum
- Klippor vid Hovs Hallar (Klippen bei Hovs Hallar, Bjäre Peninsula, Skåne), 27,5 × 45,5 cm, 1914 (Kunsthandel)
- Küstenlandschaft, 35,5 × 59 cm, o. J.: Abb.: wikimedia commons (Bukowskis, Helsinki)
- Felsige Landschaft, 32 × 39 cm: Stockholm, Nationalmuseum
- Bondpojke vid Stugknuten (Bauernjunge vor einer Hütte), 22,5 × 13 cm, bezeichnet: B Lm: Göteborg, Kunstmuseum (Kat. 1979, Nr. 1061; Geschenk 1938 von Sigrid Lindholm)
- Trädstudie (Baumstudie), 24 × 15,5 cm: Göteborg, Kunstmuseum (Kat. 1979, Nr. 1062; Geschenk 1938 von Sigrid Lindholm)

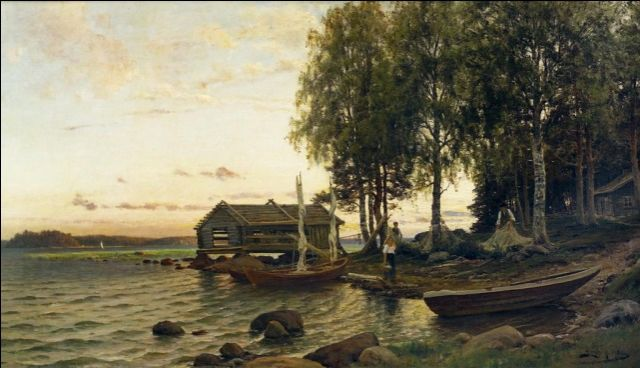
Abendstimmung
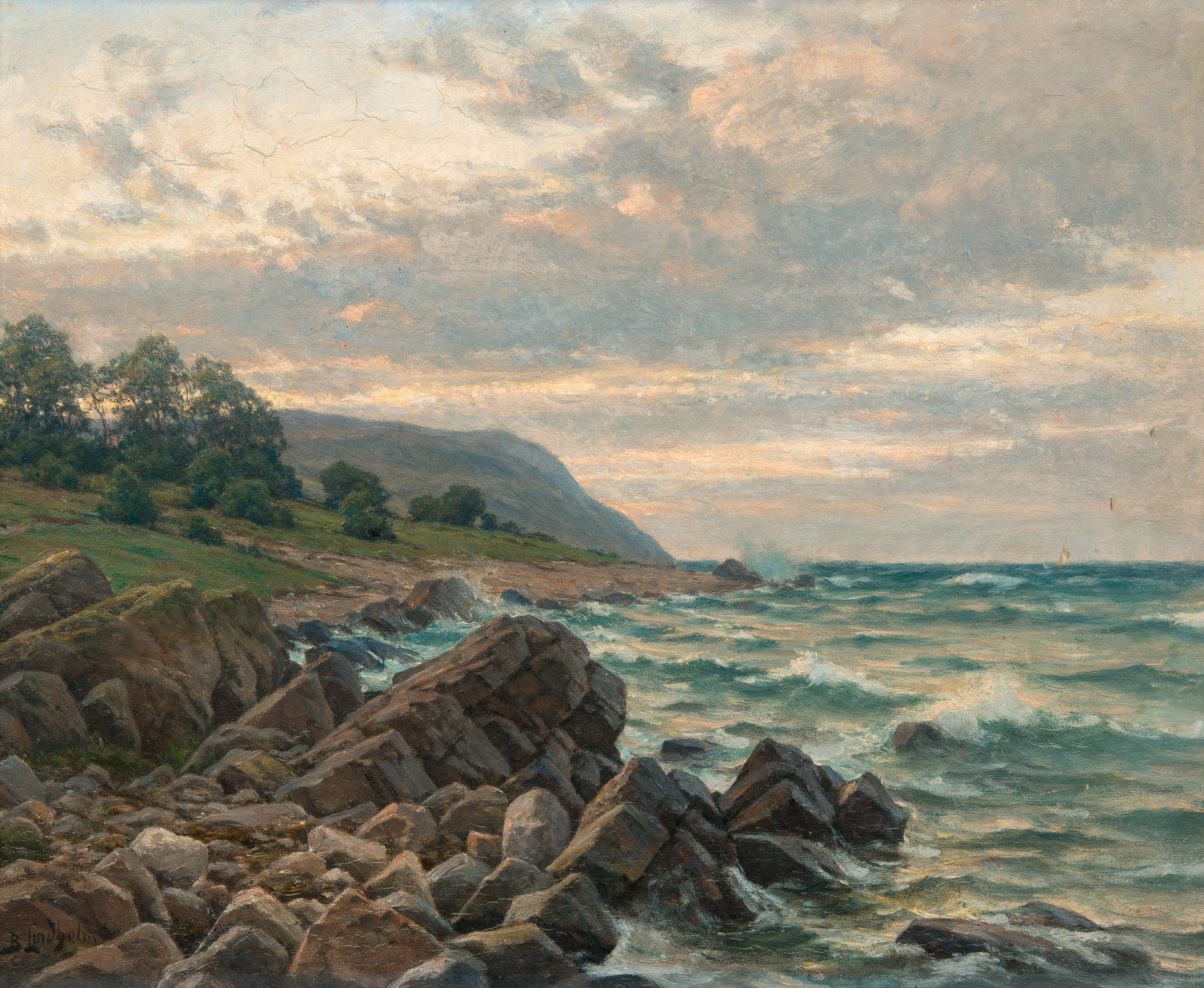
Küstenlandschaft
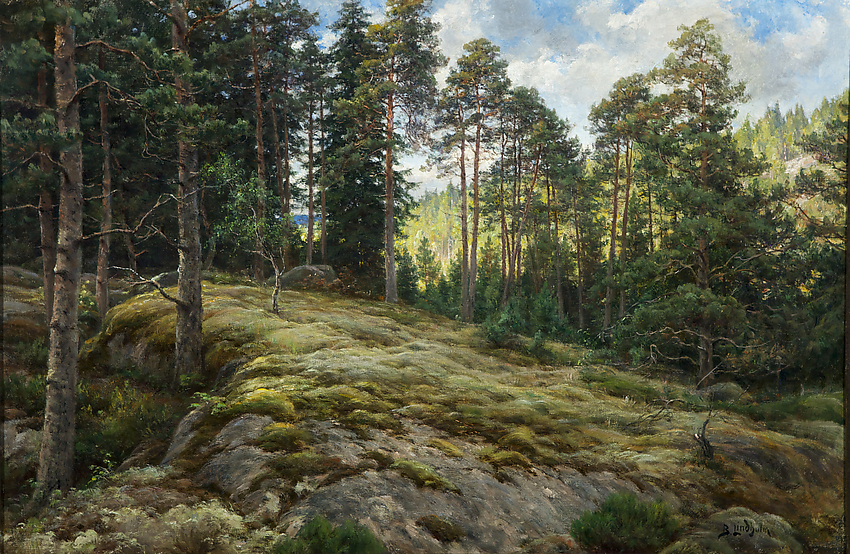
Nadelwald
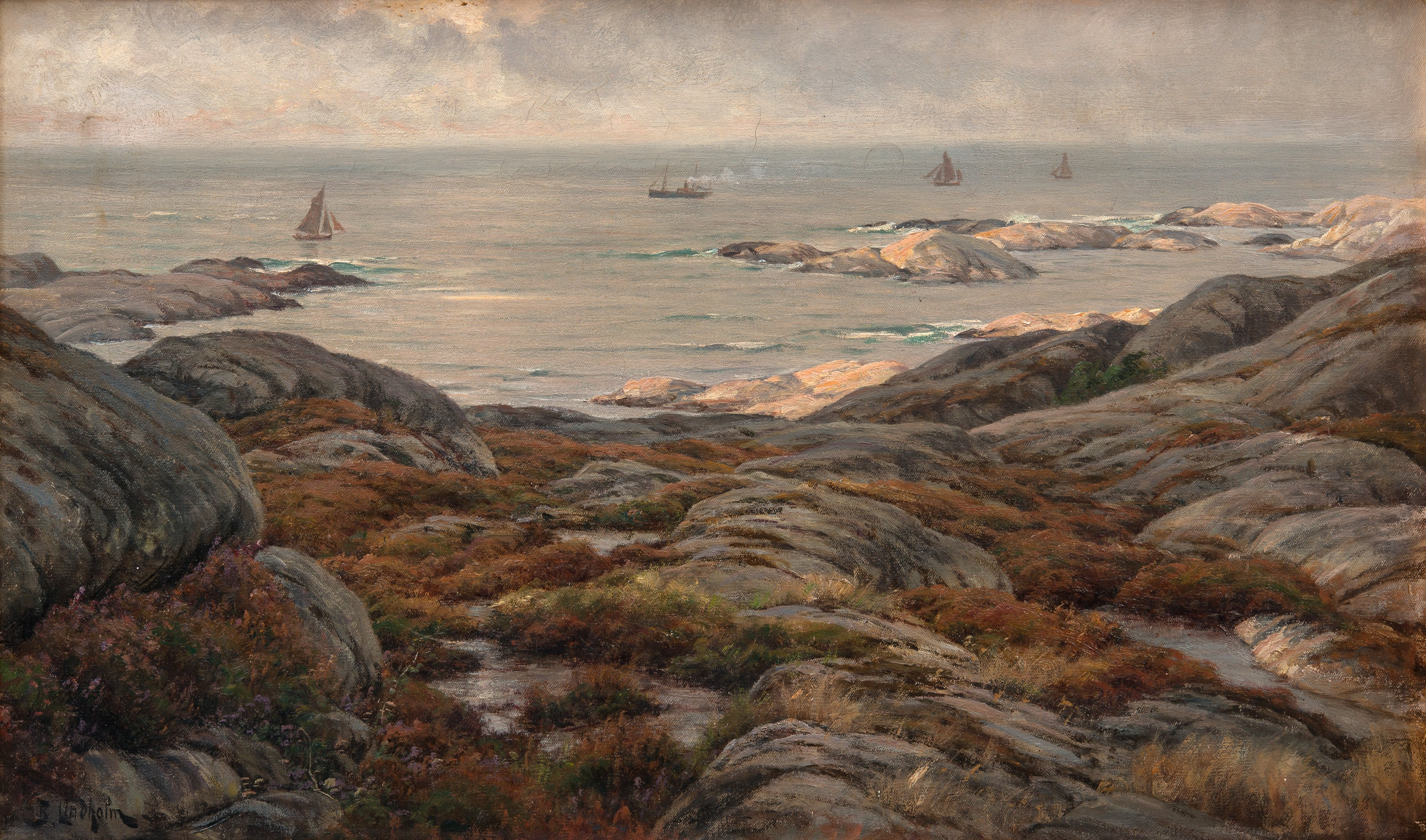
Küstenlandschaft

## Schriften
- Eigenhändige Briefe an Fredrik Cygnaeus, Otto Florell, Hjalmar Munsterhjelm, Emil Nervander und B. O. Schauman: Centralarkivet för bildkonst, Helsingfors; Nationalmuseums arkiv, Konstnärsarkivet, Stockholm